# 堤辰佳
堤 辰佳（つつみ・たつよし、1965年8月22日 - ）は、日本のジャーナリスト、新聞記者。
元読売ジャイアンツ球団ゼネラルマネージャー。

## 人物
熊本県出身。かつてはアマチュア野球選手であり、熊本県立済々黌高等学校から一年浪人の後、慶應義塾大学文学部に進学。野球部に入部。同期入部に志村亮（投手、東京六大学野球通算31勝、現三井不動産社員）、1期上に鈴木哲（2浪で入学し、後に西武入団）、猿田和三（秋田高から2浪で入学し六大学タイトルを総なめ、現秋田県副知事）、1期下に大森剛（内野手、現：巨人軍育成部ディレクター）がいた。堤は大森と共にクリーンアップを打ち、主将を務めた。
1989年、大学卒業後読売新聞社に入社。1年目に浜松支局に配属され、警察担当記者となる。その後、東京本社社会部に異動して、1994年に警視庁記者クラブ詰めとなる。この当時にはオウム真理教事件、八王子スーパー強盗殺人事件、井の頭公園バラバラ殺人事件など、世間の耳目を集めた事件を担当している。
事件記者として活動する傍ら、元アマチュア野球選手の経歴を買われて巨人軍球団代表付への出向を経験したほか、本社社会部では警視庁記者クラブサブキャップや遊軍長、部次長として世田谷一家殺害事件や秋葉原通り魔事件などの取材指揮を執った。
2010年には巨人軍へ二度目の出向となり、社会部時代の上司でもあり、球団代表であった清武英利の下で広報部長を務め、2011年に清武が代表を解任された後に球団ゼネラルマネージャー補佐兼統括部長を務めた。その後、2014年に球団を離れて読売新聞東京本社運動部長に就いた。
2015年5月11日、3度目の巨人軍出向となり、原沢敦が球団代表職に専念することになったことを理由として原沢の後任の球団ゼネラルマネージャー（編成本部長兼任）に就任した。しかし2017年、5月25日の阪神戦から6月8日の西武戦にかけて球団ワーストを更新する13連敗を喫するなどの不振の責任をとり、6月13日にゼネラルマネジャーを退任した。